# Lisandro Martínez
Lisandro Martínez (født 18. januar 1998) er en argentinsk professionel fodboldspiller, som spiller for Premier League-klubben Manchester United og Argentinas landshold.

## Klubkarriere

### Newell's Old Boys
Martínez begyndte sin karriere hos Newell's Old Boys, hvor han gjorde sin professionelle debut i den sidste kamp af 2016-17 sæsonen.

### Defensa y Justicia
Martínez skiftede i august 2017 til Defensa y Justicia på en lejeaftale. Efter en god debutsæson, skiftede han til klubben på en fast aftale i juni 2018.

### Ajax
Efter at have spillet en vigtig del i at Defensa y Justicia sluttede på andenpladsen i 2018-19 sæsonen, skiftede Martínez i juli 2019 til hollandske Ajax. Martínez etablerede sig med det samme som en central del af mandskabet, og spillede som fast mand over de næste 3 sæsoner med klubben. Han blev i 2021-22 sæsonen kåret som årets spiller i klubben.

### Manchester United
Martínez skiftede i juli 2022 til Manchester United.

## Landsholdskarriere

### Ungdomslandshold
Martínez har repræsenteret Argentina på flere ungdomsniveauer.

### Seniorlandshold
Martínez debuterede for Argentinas landshold den 22. marts 2019. Han var del af Argentinas trup som vandt Copa América 2021, hvilke Argentina vandt. Han var også del af Argentinas trup til VM 2022, hvor at de vandt verdensmesterskabet.

## Titler
Ajax
- Eredivisie: 2 (2020-21, 2021-22)
- KNVB Cup: 1 (2020-21)
- Johan Cruyff Schaal: 1 (2019)

Manchester United
- FA Cup: 1 (2023-24)
- EFL Cup: 1 (2022-23)

Argentina
- Copa América: 1 (2021)
- Verdensmesterskabet (2022)

Individuelle
- Ajax Årets Spiller: 1 (2021-22)